# Bernard Gomou
Bernard Gomou (ur. 8 września 1980 w Abidżanie) – gwinejski przedsiębiorca i polityk, premier Gwinei od 16 lipca 2022 roku do 19 lutego 2024.

## Życiorys
Urodził się w 1980 roku w Abidżanie, stoicy Wybrzeża Kości Słoniowej. W 2017 roku Gomou stanął na czele firmy ubezpieczeniowej. W tymczasowym rządzie Mohameda Béavogui pełnił od października 2021 do lipca 2022 roku funkcję ministra handlu przemysłu oraz małych i średnich przedsiębiorstw. 16 lipca 2022 roku został wybrany na nowego premiera Gwinei (początkowo tymczasowego), zastępując Mohameda Béavogui ze względów zdrowotnych. Został zaprzysiężony cztery dni później. Jego rząd został rozwiązany przez prezydenta 19 lutego 2024 roku.